# 1966 en gravure
Cette page concerne l'année 1966 en gravure.

## Naissances
- Slimane Ould Mohand, peintre et graveur algérien

## Décès
- 20 mars : Démétrios Galanis, peintre et graveur grec naturalisé français (° 17 mai 1879),
- 8 avril : Géo-Fourrier, peintre, illustrateur et graveur français (° 16 juin 1898),
- 18 avril : Robert Lotiron, peintre et graveur français (° 29 octobre 1886),
- 14 mai : Ludwig Meidner, peintre et graveur expressionniste juif allemand (° 18 avril 1884),
- 26 août : Edmond Blampied, lithographe, caricaturiste, dessinateur, illustrateur de livres, aquarelliste, peintre, sculpteur et graveur jersiais (° 30 mars 1886),
- 4 septembre : Maurice Ruffin, peintre et graveur français (° 19 janvier 1880),
- 12 décembre : Léopold Lévy, peintre et graveur français (° 5 septembre 1882),
- 30 décembre : Henryk Gotlib, peintre, dessinateur, graveur et écrivain britannique d'origine polonaise (° 10 janvier 1890)